# Vicky Piria
Vittoria Piria (Milán, Italia; 11 de noviembre de 1993), más conocida como Vicky Piria, es una piloto de automovilismo italiana. Ha sido piloto bajo licencia británica en la Fórmula 2000 Light.

## Carrera

### Kart
Es hija de padre italiano y madre británica. Piria empezó a manejar karts en 2003, realizando su actividad principalmente en Italia y progresando a la categoría KF3 en 2008.

### Fórmula Renault y Fórmula Lista Junior
Participó en la Fórmula 2000 Light y en el campeonato de Fórmula Renault 2.0 en Italia para la escudería Tomcat Racing. También compitió en la Fórmula Lista Junior abriendo la temporada en Dijon.

### Fórmula Abarth
Compitió en la temporada 2010 de la Fórmula Abarth. Su mejor resultado fue una posición No. 14 en Magione, lo que le valió ascender al puesto No. 34 en las posiciones generales. Piria permaneció en la Fórmula Abarth y corrió una segunda temporada en 2011 con la escudería Prema Powerteam. Finalizó en la posición No. 15 en la serie italiana y en la No. 18 en la serie europea de dicha competición.

### GP3 y Pro Mazda
Piria hizo su debut en la serie GP3 en la temporada 2012 con Trident Racing. Piria finalizó la temporada sin puntos ganadores. En el campeonato Pro Mazda 2014 corrió para JDC Motorsports, Fue una de las tres corredoras femeninas que participaron en la competencia.

## Resumen de carrera
| Season  | Series                               | Team               | Races | Wins | Poles | F/Laps | Podiums | Points | Position |
| ------- | ------------------------------------ | ------------------ | ----- | ---- | ----- | ------ | ------- | ------ | -------- |
| 2009    | Formula 2000 Light                   | Tomcat Racing      | 6     | 0    | 0     | 0      | 0       | 43     | 19th     |
| 2009    | Formula 2000 Light Winter Trophy     | Tomcat Racing      | 2     | 0    | 0     | 0      | 0       | 28     | 9th      |
| 2009    | Italian Formula Renault Championship | Tomcat Racing      | 2     | 0    | 0     | 0      | 0       | 8      | 29th     |
| 2009    | Formula Lista Junior                 | Daltec Racing      | 2     | 0    | 0     | 0      | 0       | 0      | 22nd     |
| 2010    | Formula Abarth                       | Tomcat Racing      | 12    | 0    | 0     | 0      | 0       | 0      | 34th     |
| 2011    | Formula Abarth Italian Series        | Prema Powerteam    | 14    | 0    | 0     | 0      | 0       | 9      | 15th     |
| 2011    | Formula Abarth European Series       | Prema Powerteam    | 14    | 0    | 0     | 0      | 0       | 8      | 18th     |
| 2012    | GP3 Series                           | Trident Racing     | 16    | 0    | 0     | 0      | 0       | 0      | 27th     |
| 2012–13 | MRF Challenge Formula 2000           | MRF Racing         | 4     | 0    | 0     | 0      | 0       | 14     | 14th     |
| 2013    | European F3 Open                     | BVM Racing         | 16    | 0    | 0     | 0      | 0       | 31     | 10th     |
| 2014    | Pro Mazda Championship               | JDC MotorSports    | 4     | 0    | 0     | 0      | 0       | 17     | 26th     |
| 2018    | Porsche Carrera Cup Italy            | Dinamic Motorsport | 2     | 0    | 0     | 0      | 0       | 0      | NC       |
| 2019    | W Series                             | Hitech GP          | 6     | 0    | 0     | 0      | 0       | 24     | 9th      |
| 2020    | Formula Renault Eurocup              | Bhaitech Racing    | 4     | 0    | 0     | 0      | 0       | 1      | 20th     |
| 2021    | W Series                             | Sirin Racing       | 6     | 0    | 0     | 0      | 0       | 1      | 18th*    |

* Temporada en progreso.

## Resultados

### GP3 Series
(Clave) (negrita indica pole position) (cursiva indica vuelta rápida puntuable)

| Año  | Escudería | 1   | 1   | 2   | 2   | 3   | 3   | 4   | 4   | 5   | 5   | 6   | 6   | 7   | 7   | 8   | 8   | Pos. | Puntos | Ref.  |
| ---- | --------- | --- | --- | --- | --- | --- | --- | --- | --- | --- | --- | --- | --- | --- | --- | --- | --- | ---- | ------ | ----- |
| 2012 | Trident   | BAR | BAR | MON | MON | VAL | VAL | SIL | SIL | HOC | HOC | BUD | BUD | SPA | SPA | MNZ | MNZ | 26.º | 0      | [ 8 ] |
| 2012 | Trident   | 22  | 16  | 19  | 12  | 17  | 18  | 18  | 21† | 14  | Ret | 20  | 19  | 16  | 19  | 16  | Ret | 26.º | 0      | [ 8 ] |

### W Series
(Clave) (negrita indica pole position) (cursiva indica vuelta rápida)

| Año  | 1   | 2   | 3   | 4   | 5   | 6   | Pos. | Puntos | Ref.  |
| ---- | --- | --- | --- | --- | --- | --- | ---- | ------ | ----- |
| 2019 | HOC | ZOL | MIS | NOR | ASS | BRH | 9.º  | 24     | [ 9 ] |
| 2019 | 15  | 9   | 5   | 12  | 8   | 6   | 9.º  | 24     | [ 9 ] |